# ICD-10 第5章:精神と行動の障害
『疾病及び関連保健問題の国際統計分類』（しっぺい および かんれんほけんもんだいの こくさいとうけい ぶんるい）第10版（ICD-10）の第5章「精神及び行動の障害」（せいしん および こうどうの しょうがい）の一覧である。

## 派生物
「臨床記述と診断ガイドライン」（CDDG、ブルーブック）がこのICD-10第5章の最初のものである。「研究用診断基準」（DCR, Diagnostic critria for research、グリーンブック）は、その注意事項にあるように、臨床概念や合併の多い症状が記述されず、単独で使用できないため「臨床記述と診断ガイドライン」の習熟が先に必要になるが、患者群の選別のために他の障害といかなる点が類似しているといった詳細が含まれる。

### 用語集
1994年の世界保健機関（WHO）の用語集『精神医学と精神保健の用語集』（Lexicon of psychiatric and mental health terms）第2版は、ICD-10第5章で使用される用語の定義を収載している。さらに、世界保健機関の『アルコールと薬物の用語集』（Lexicon of alchol and drug term）は、用語を定義し、またICD-10に対応した診断コードが載せられている。これは、例としてF1x.70フラッシュバックが、幻覚剤に関したものであるといった定義がなされており、定義関係の把握に重要である。

## 障害定義
ICD-10の序論にある「用語上の問題点」では、「疾患（disease）」のような用語は本質的で重大な問題が生じるため、「障害（disorder）」という曖昧な用語を採用するとしている。また、「障害」について、臨床的に有意な症状や行動、個人的な機能不全の両方が存在する状態と定義している。社会的な逸脱や葛藤も、苦痛や個人的な機能不全がなければ精神障害と見なすべきではない。
なおICD-10日本語版ではMental Disorderを精神障害と訳しているが、DSM日本語版ではDSM-IV以降、精神疾患と訳している。

## F00-F99 - 精神および行動の障害

### (F00-F09)　症状性を含む器質性精神障害
- F00　アルツハイマー＜Alzheimer＞病の認知症
  - F00.0　アルツハイマー＜Alzheimer＞病の認知症，早発性
  - F00.1　アルツハイマー＜Alzheimer＞病の認知症，晩発性
  - F00.2　アルツハイマー＜Alzheimer＞病の認知症，非定型又は混合型
  - F00.9　アルツハイマー＜Alzheimer＞病の認知症，詳細不明
- F01　血管性認知症
  - F01.0　急性発症の血管性認知症
  - F01.1　多発梗塞性認知症
  - F01.2　皮質下血管性認知症
  - F01.3　皮質及び皮質下混合性血管性認知症
  - F01.8　その他の血管性認知症
  - F01.9　血管性認知症，詳細不明
- F02　他に分類されるその他の疾患の認知症
  - F02.0　ピック＜Pick＞病の認知症
  - F02.1　クロイツフェルト・ヤコブ＜Creutzfeldt-Jakob＞病の認知症
  - F02.2　ハンチントン＜Huntington＞病の認知症
  - F02.3　パーキンソン＜Parkinson＞病の認知症
  - F02.4　ヒト免疫不全ウイルス［HIV］病の認知症
  - F02.8　他に分類されるその他の明示された疾患の認知症
- F03　詳細不明の認知症
- F04　器質性健忘症候群，アルコールその他の精神作用物質によらないもの
- F05　せん妄，アルコールその他の精神作用物質によらないもの
  - F05.0　せん妄，認知症に重ならないもの
  - F05.1　せん妄，認知症に重なったもの
  - F05.8　その他のせん妄
  - F05.9　せん妄，詳細不明
- F06　脳の損傷及び機能不全並びに身体疾患によるその他の精神障害
  - F06.0　器質性幻覚症
  - F06.1　器質性緊張病性障害
  - F06.2　器質性妄想性［統合失調症様］障害
  - F06.3　器質性気分［感情］障害
  - F06.4　器質性不安障害
  - F06.5　器質性解離性障害
  - F06.6　器質性情緒不安定性［無力性］障害
  - F06.7　軽症認知障害
  - F06.8　脳の損傷及び機能不全並びに身体疾患によるその他の明示された精神障害
  - F06.9　脳の損傷及び機能不全並びに身体疾患による詳細不明の精神障害
- F07　脳の疾患，損傷及び機能不全による人格及び行動の障害
  - F07.0　器質性人格障害
  - F07.1　脳炎後症候群
  - F07.2　脳振とう＜盪＞後症候群
  - F07.8　脳の疾患，損傷及び機能不全によるその他の器質性の人格及び行動の障害
  - F07.9　脳の疾患，損傷及び機能不全による器質性の人格及び行動の障害，詳細不明
- F09　詳細不明の器質性又は症状性精神障害

### (F10-F19)　精神作用物質使用による精神及び行動の障害
- F10　アルコール使用<飲酒>による精神及び行動の障害
  - F10.0　アルコール使用<飲酒>による精神及び行動の障害，急性中毒
  - F10.1　アルコール使用<飲酒>による精神及び行動の障害，有害な使用
  - F10.2　アルコール使用<飲酒>による精神及び行動の障害，依存症候群
  - F10.3　アルコール使用<飲酒>による精神及び行動の障害，離脱状態
  - F10.4　アルコール使用<飲酒>による精神及び行動の障害，せん妄を伴う離脱状態
  - F10.5　アルコール使用<飲酒>による精神及び行動の障害，精神病性障害
  - F10.6　アルコール使用<飲酒>による精神及び行動の障害，健忘症群
  - F10.7　アルコール使用<飲酒>による精神及び行動の障害，残遺性及び遅発性の精神病性障害
  - F10.8　アルコール使用<飲酒>による精神及び行動の障害，その他の精神及び行動の障害
  - F10.9　アルコール使用<飲酒>による精神及び行動の障害，詳細不明の精神及び行動の障害
- F11　アヘン類使用による精神及び行動の障害
  - F11.0　アヘン類使用による精神及び行動の障害，急性中毒
  - F11.1　アヘン類使用による精神及び行動の障害，有害な使用
  - F11.2　アヘン類使用による精神及び行動の障害，依存症候群
  - F11.3　アヘン類使用による精神及び行動の障害，離脱状態
  - F11.4　アヘン類使用による精神及び行動の障害，せん妄を伴う離脱状態
  - F11.5　アヘン類使用による精神及び行動の障害，精神病性障害
  - F11.6　アヘン類使用による精神及び行動の障害，健忘症群
  - F11.7　アヘン類使用による精神及び行動の障害，残遺性及び遅発性の精神病性障害
  - F11.8　アヘン類使用による精神及び行動の障害，その他の精神及び行動の障害
  - F11.9　アヘン類使用による精神及び行動の障害，詳細不明の精神及び行動の障害
- F12　大麻類使用による精神及び行動の障害
  - F12.0　大麻類使用による精神及び行動の障害，急性中毒
  - F12.1　大麻類使用による精神及び行動の障害，有害な使用
  - F12.2　大麻類使用による精神及び行動の障害，依存症候群
  - F12.3　大麻類使用による精神及び行動の障害，離脱状態
  - F12.4　大麻類使用による精神及び行動の障害，せん妄を伴う離脱状態
  - F12.5　大麻類使用による精神及び行動の障害，精神病性障害
  - F12.6　大麻類使用による精神及び行動の障害，健忘症群
  - F12.7　大麻類使用による精神及び行動の障害，残遺性及び遅発性の精神病性障害
  - F12.8　大麻類使用による精神及び行動の障害，その他の精神及び行動の障害
  - F12.9　大麻類使用による精神及び行動の障害，詳細不明の精神及び行動の障害
- F13　鎮静薬又は催眠薬使用による精神及び行動の障害
  - F13.0　鎮静薬又は催眠薬使用による精神及び行動の障害，急性中毒
  - F13.1　鎮静薬又は催眠薬使用による精神及び行動の障害，有害な使用
  - F13.2　鎮静薬又は催眠薬使用による精神及び行動の障害，依存症候群
  - F13.3　鎮静薬又は催眠薬使用による精神及び行動の障害，離脱状態
  - F13.4　鎮静薬又は催眠薬使用による精神及び行動の障害，せん妄を伴う離脱状態
  - F13.5　鎮静薬又は催眠薬使用による精神及び行動の障害，精神病性障害
  - F13.6　鎮静薬又は催眠薬使用による精神及び行動の障害，健忘症群
  - F13.7　鎮静薬又は催眠薬使用による精神及び行動の障害，残遺性及び遅発性の精神病性障害
  - F13.8　鎮静薬又は催眠薬使用による精神及び行動の障害，その他の精神及び行動の障害
  - F13.9　鎮静薬又は催眠薬使用による精神及び行動の障害，詳細不明の精神及び行動の障害
- F14　コカイン使用による精神及び行動の障害
  - F14.0　コカイン使用による精神及び行動の障害，急性中毒
  - F14.1　コカイン使用による精神及び行動の障害，有害な使用
  - F14.2　コカイン使用による精神及び行動の障害，依存症候群
  - F14.3　コカイン使用による精神及び行動の障害，離脱状態
  - F14.4　コカイン使用による精神及び行動の障害，せん妄を伴う離脱状態
  - F14.5　コカイン使用による精神及び行動の障害，精神病性障害
  - F14.6　コカイン使用による精神及び行動の障害，健忘症群
  - F14.7　コカイン使用による精神及び行動の障害，残遺性及び遅発性の精神病性障害
  - F14.8　コカイン使用による精神及び行動の障害，その他の精神及び行動の障害
  - F14.9　コカイン使用による精神及び行動の障害，詳細不明の精神及び行動の障害
- F15　カフェインを含むその他の精神刺激薬使用による精神及び行動の障害
  - F15.0　カフェインを含むその他の精神刺激薬使用による精神及び行動の障害，急性中毒
  - F15.0a　カフェインによる精神及び行動の障害，急性中毒
  - F15.0b　アンフェタミンによる精神及び行動の障害，急性中毒
  - F15.0c　その他の精神刺激薬使用による精神及び行動の障害，急性中毒
  - F15.1　カフェインを含むその他の精神刺激薬使用による精神及び行動の障害，有害な使用
  - F15.1a　カフェインによる精神及び行動の障害，有害な使用
  - F15.1b　アンフェタミンによる精神及び行動の障害，有害な使用
  - F15.1c　その他の精神刺激薬使用による精神及び行動の障害，有害な使用
  - F15.2　カフェインを含むその他の精神刺激薬使用による精神及び行動の障害，依存症候群
  - F15.2a　カフェインによる精神及び行動の障害，依存症候群
  - F15.2b　アンフェタミンによる精神及び行動の障害，依存症候群
  - F15.2c　その他の精神刺激薬使用による精神及び行動の障害，依存症候群
  - F15.3　カフェインを含むその他の精神刺激薬使用による精神及び行動の障害，離脱状態
  - F15.3a　カフェインによる精神及び行動の障害，離脱状態
  - F15.3b　アンフェタミンによる精神及び行動の障害，離脱状態
  - F15.3c　その他の精神刺激薬使用による精神及び行動の障害，離脱状態
  - F15.4　カフェインを含むその他の精神刺激薬使用による精神及び行動の障害，せん妄を伴う離脱状態
  - F15.4a　カフェインによる精神及び行動の障害，せん妄を伴う離脱状態
  - F15.4b　アンフェタミンによる精神及び行動の障害，せん妄を伴う離脱状態
  - F15.4c　その他の精神刺激薬使用による精神及び行動の障害，せん妄を伴う離脱状態
  - F15.5　カフェインを含むその他の精神刺激薬使用による精神及び行動の障害，精神病性障害
  - F15.5a　カフェインによる精神及び行動の障害，精神病性障害
  - F15.5b　アンフェタミンによる精神及び行動の障害，精神病性障害
  - F15.5c　その他の精神刺激薬使用による精神及び行動の障害，精神病性障害
  - F15.6　カフェインを含むその他の精神刺激薬使用による精神及び行動の障害，健忘症群
  - F15.6a　カフェインによる精神及び行動の障害，健忘症群
  - F15.6b　アンフェタミンによる精神及び行動の障害，健忘症群
  - F15.6c　その他の精神刺激薬使用による精神及び行動の障害，健忘症群
  - F15.7　カフェインを含むその他の精神刺激薬使用による精神及び行動の障害，残遺性及び遅発性の精神病性障害
  - F15.7a　カフェインによる精神及び行動の障害，残遺性及び遅発性の精神病性障害
  - F15.7b　アンフェタミンによる精神及び行動の障害，残遺性及び遅発性の精神病性障害
  - F15.7c　その他の精神刺激薬使用による精神及び行動の障害，残遺性及び遅発性の精神病性障害
  - F15.8　カフェインを含むその他の精神刺激薬使用による精神及び行動の障害，その他の精神及び行動の障害
  - F15.8a　カフェインによる精神及び行動の障害，その他の精神及び行動の障害
  - F15.8b　アンフェタミンによる精神及び行動の障害，その他の精神及び行動の障害
  - F15.8c　その他の精神刺激薬使用による精神及び行動の障害，その他の精神及び行動の障害
  - F15.9　カフェインを含むその他の精神刺激薬使用による精神及び行動の障害，詳細不明の精神及び行動の障害
  - F15.9a　カフェインによる精神及び行動の障害，詳細不明の精神及び行動の障害
  - F15.9b　アンフェタミンによる精神及び行動の障害，詳細不明の精神及び行動の障害
  - F15.9c　その他の精神刺激薬使用による精神及び行動の障害，詳細不明の精神及び行動の障害
  - F15.-a　カフェインによる精神及び行動の障害
  - F15.-b　アンフェタミンによる精神及び行動の障害
  - F15.-c　その他の精神刺激薬使用による精神及び行動の障害
- F16　幻覚薬使用による精神及び行動の障害
  - F16.0　幻覚薬使用による精神及び行動の障害，急性中毒
  - F16.1　幻覚薬使用による精神及び行動の障害，有害な使用
  - F16.2　幻覚薬使用による精神及び行動の障害，依存症候群
  - F16.3　幻覚薬使用による精神及び行動の障害，離脱状態
  - F16.4　幻覚薬使用による精神及び行動の障害，せん妄を伴う離脱状態
  - F16.5　幻覚薬使用による精神及び行動の障害，精神病性障害
  - F16.6　幻覚薬使用による精神及び行動の障害，健忘症群
  - F16.7　幻覚薬使用による精神及び行動の障害，残遺性及び遅発性の精神病性障害
  - F16.8　幻覚薬使用による精神及び行動の障害，その他の精神及び行動の障害
  - F16.9　幻覚薬使用による精神及び行動の障害，詳細不明の精神及び行動の障害
- F17　タバコ使用<喫煙>による精神及び行動の障害
  - F17.0　タバコ使用<喫煙>による精神及び行動の障害，急性中毒
  - F17.1　タバコ使用<喫煙>による精神及び行動の障害，有害な使用
  - F17.2　タバコ使用<喫煙>による精神及び行動の障害，依存症候群
  - F17.3　タバコ使用<喫煙>による精神及び行動の障害，離脱状態
  - F17.4　タバコ使用<喫煙>による精神及び行動の障害，せん妄を伴う離脱状態
  - F17.5　タバコ使用<喫煙>による精神及び行動の障害，精神病性障害
  - F17.6　タバコ使用<喫煙>による精神及び行動の障害，健忘症群
  - F17.7　タバコ使用<喫煙>による精神及び行動の障害，残遺性及び遅発性の精神病性障害
  - F17.8　タバコ使用<喫煙>による精神及び行動の障害，その他の精神及び行動の障害
  - F17.9　タバコ使用<喫煙>による精神及び行動の障害，詳細不明の精神及び行動の障害
- F18　揮発性溶剤使用による精神及び行動の障害
  - F18.0　揮発性溶剤使用による精神及び行動の障害，急性中毒
  - F18.1　揮発性溶剤使用による精神及び行動の障害，有害な使用
  - F18.2　揮発性溶剤使用による精神及び行動の障害，依存症候群
  - F18.3　揮発性溶剤使用による精神及び行動の障害，離脱状態
  - F18.4　揮発性溶剤使用による精神及び行動の障害，せん妄を伴う離脱状態
  - F18.5　揮発性溶剤使用による精神及び行動の障害，精神病性障害
  - F18.6　揮発性溶剤使用による精神及び行動の障害，健忘症群
  - F18.7　揮発性溶剤使用による精神及び行動の障害，残遺性及び遅発性の精神病性障害
  - F18.8　揮発性溶剤使用による精神及び行動の障害，その他の精神及び行動の障害
  - F18.9　揮発性溶剤使用による精神及び行動の障害，詳細不明の精神及び行動の障害
- F19　多剤使用及びその他の精神作用物質使用による精神及び行動の障害
  - F19.0　多剤使用及びその他の精神作用物質使用による精神及び行動の障害，急性中毒
  - F19.1　多剤使用及びその他の精神作用物質使用による精神及び行動の障害，有害な使用
  - F19.2　多剤使用及びその他の精神作用物質使用による精神及び行動の障害，依存症候群
  - F19.3　多剤使用及びその他の精神作用物質使用による精神及び行動の障害，離脱状態
  - F19.4　多剤使用及びその他の精神作用物質使用による精神及び行動の障害，せん妄を伴う離脱状態
  - F19.5　多剤使用及びその他の精神作用物質使用による精神及び行動の障害，精神病性障害
  - F19.6　多剤使用及びその他の精神作用物質使用による精神及び行動の障害，健忘症群
  - F19.7　多剤使用及びその他の精神作用物質使用による精神及び行動の障害，残遺性及び遅発性の精神病性障害
  - F19.8　多剤使用及びその他の精神作用物質使用による精神及び行動の障害，その他の精神及び行動の障害
  - F19.9　多剤使用及びその他の精神作用物質使用による精神及び行動の障害，詳細不明の精神及び行動の障害

### (F20-F29) 統合失調症，統合失調症型障害及び妄想性障害
- (F20) 統合失調症
  - (F20.0) 妄想型統合失調症
  - (F20.1) 破瓜型統合失調症
  - (F20.2) 緊張型統合失調症
  - (F20.3) 型分類困難な統合失調症
  - (F20.4) 統合失調症後抑うつ
  - (F20.5) 残遺型統合失調症
  - (F20.6) 単純型統合失調症
  - (F20.8) その他の統合失調症体感異常型統合失調
  - (F20.9) 統合失調症，詳細不明

- (F21) 統合失調症型障害 Schizotypal disorder
- (F22) 持続性妄想性障害
  - (F22.0) 妄想性障害
  - (F22.8) その他の持続性妄想性障害
  - (F22.9) 持続性妄想性障害，詳細不明
- (F23) 急性一過性精神病性障害
  - (F23.0) 統合失調症状を伴わない急性多形性精神病性障害
  - (F23.1) 統合失調症状を伴う急性多形性精神病性障害
  - (F23.2) 急性統合失調症様精神病性障害
  - (F23.3) その他の妄想を主とする他の急性精神病性障害
  - (F23.8) その他の急性一過性精神病性障害
  - (F23.9) 急性一過性精神病性障害，詳細不明
- (F24) 感応性妄想性障害
- (F25) 統合失調感情障害 Schizoaffective disorders
  - (F25.0) 統合失調感情障害，躁病型
  - (F25.1) 統合失調感情障害，うつ病型
  - (F25.2) 統合失調感情障害，混合型
  - (F25.8) その他の統合失調感情障害
  - (F25.9) 統合失調感情障害，詳細不明
- (F28) その他の非器質性精神病性障害
- (F29) 詳細不明の非器質性精神病

### (F30-F39)気分（感情）障害
- (F30) 躁病エピソード
  - (F30.0) 軽躁病
  - (F30.1) 精神病症状を伴わない躁病
  - (F30.2) 精神病症状を伴う躁病
  - (F30.8) その他の躁病エピソード
  - (F30.9) 躁病エピソード，詳細不明
- (F31) 双極性感情障害〈躁うつ病〉
  - (F31.0) 双極性感情障害，現在軽躁病エピソード
  - (F31.1) 双極性感情障害，現在精神病症状を伴わない躁病エピソード
  - (F31.2) 双極性感情障害，現在精神病症状を伴う躁病エピソード
  - (F31.3) 双極性感情障害，現在軽症又は中等症のうつ病エピソード
  - (F31.4) 双極性感情障害，現在精神病症状を伴わない重症うつ病エピソード
  - (F31.5) 双極性感情障害，現在精神病症状を伴う重症うつ病エピソード
  - (F31.6) 双極性感情障害，現在混合性エピソード
  - (F31.7) 双極性感情障害，現在寛解中のもの
  - (F31.8) その他の双極性感情障害
    - 双極性II型障害
    - 反復性躁病エピソード NOS

  - (F31.9) 双極性感情障害，詳細不明
- (F32) うつ病エピソード
  - (F32.0) 軽症うつ病エピソード
  - (F32.1) 中等症うつ病エピソード
  - (F32.2) 精神病症状を伴わない重症うつ病エピソード
  - (F32.3) 精神病症状を伴う重症うつ病エピソード
  - (F32.8) その他のうつ病エピソード
    - 非定型うつ病[9]

  - (F32.9) うつ病エピソード，詳細不明
- (F33) 反復性うつ病性障害
  - (F33.0) 反復性うつ病性障害，現在軽症エピソード
  - (F33.1) 反復性うつ病性障害，現在中等症エピソード
  - (F33.2) 反復性うつ病性障害，現在精神病症状を伴わない重症エピソード
  - (F33.3) 反復性うつ病性障害，現在精神病症状を伴う重症エピソード
  - (F33.4) 反復性うつ病性障害，現在寛解中のもの
  - (F33.8) その他の反復性うつ病性障害
  - (F33.9) 反復性うつ病性障害，詳細不明
- (F34) 持続性気分［感情］障害
  - (F34.0) 気分循環症
  - (F34.1) 気分変調症〈Dysthymia〉
  - (F34.8) その他の持続性気分［感情］障害
  - (F34.9) 持続性気分［感情］障害，詳細不明
- (F38) その他の気分［感情］障害
  - (F38.0) その他の単発性気分［感情］障害
  - (F38.1) その他の反復性気分［感情］障害
  - (F38.8) その他の特定の気分［感情］障害
- (F39) 詳細不明の気分［感情］障害

### (F40-F48) 神経症性障害，ストレス関連障害及び身体表現性障害
- (F40) 恐怖症性不安障害
  - (F40.0) 広場恐怖(症)
  - (F40.1) 社会恐怖(症)
  - (F40.2) 特定の[個別的]恐怖(症)
  - (F40.8) その他の恐怖症性不安障害
  - (F40.9) 恐怖症性不安障害，詳細不明
- (F41) その他の不安障害
  - (F41.0)恐怖性〈パニック〉障害［挿間性発作性不安］
  - (F41.1) 全般性不安障害
  - (F41.2) 混合性不安抑うつ障害
  - (F41.3) その他の混合性不安障害
  - (F41.8) その他の明示された不安障害
  - (F41.9) 不安障害，詳細不明
- (F42) 強迫性障害〈強迫神経症〉
  - (F42.0) 主として強迫思考又は反復思考
  - (F42.1) 主として強迫行為［強迫儀式］を主とする
  - (F42.2) 混合性強迫思考及び強迫行為
  - (F42.8) その他の強迫性障害
  - (F42.9) 強迫性障害，詳細不明
- (F43) 重度ストレスへの反応及び適応障害
  - (F43.0) 急性ストレス反応
  - (F43.1) 外傷後ストレス障害
  - (F43.2) 適応障害
  - (F43.8) その他の重度ストレス反応
  - (F43.9) 重度ストレス反応，詳細不明
- (F44) 解離性［転換性］障害
  - (F44.0) 解離性健忘
  - (F44.1) 解離性遁走 〈フーグ〉
  - (F44.2) 解離性昏迷
  - (F44.3) トランス及び憑依障害
  - (F44.4) 解離性運動障害
  - (F44.5) 解離性けいれん〈痙攣〉
  - F44.6) 解離性無感覚及び感覚脱失
  - (F44.7) 混合性解離性［転換性］障害
  - (F44.8) その他の解離性［転換性］障害
  - (F44.9) 解離性［転換性］障害，詳細不明
- (F45) 身体表現性障害
  - (F45.0)  身体化障害
  - (F45.1) 分類困難な身体表現性障害
  - (F45.2) 心気障害
  - (F45.3) 身体表現性自律神経機能不全
  - (F45.4) 持続性身体表現性疼痛障害
  - (F45.8) その他の身体表現性障害
  - (F45.9) 身体表現性障害，詳細不明
- (F48) その他の神経症性障害
  - (F48.0) 神経衰弱
  - (F48.1) 離人・現実感喪失症候群
  - (F48.8) その他の明示された神経症性障害
  - (F48.9) 神経症性障害，詳細不明

### (F50-F59) 生理的障害及び身体的要因に関連した行動症候群
- (F50) 摂食障害
  - (F50.0) 神経性無食欲症
  - (F50.1) 非定型神経性無食欲症
  - (F50.2) 神経性大食症
  - (F50.3) 非定型神経性大食症
  - (F50.4) その他の心理的障害と関連した過食
  - (F50.5) その他の心理的障害と関連した嘔吐
  - (F50.8) その他の摂食障害
  - (F50.9) 摂食障害，詳細不明
- (F51) 非器質性睡眠障害
  - (F51.0) 非器質性不眠症
  - (F51.1) 非器質性過眠症
  - (F51.2) 非器質性睡眠・覚醒スケジュール障害
  - (F51.3) 睡眠時遊行症［夢遊病］
  - (F51.4) 睡眠時驚愕症［夜驚症］
  - (F51.5) 悪夢
  - (F51.8) その他の非器質性睡眠障害
  - (F51.9) 非器質性睡眠障障害，詳細不明
- (F52) 性機能不全，器質性の障害又は疾患によらないもの
  - (F52.0) 性欲欠如又は性欲喪失
  - (F52.1) 性の嫌悪及び性の喜びの欠如
  - (F52.2) 性器反応不全
  - (F52.3) オルガズム機能不全
  - (F52.4) 早漏
  - (F52.5) 非器質性非器質性腟けい〈痙〉
  - (F52.6) 非器質性性交疼痛（症）
  - (F52.7) 過剰性欲
  - (F52.8) その他の性機能障害で，器質性の障害又は疾病に起因しないもの
  - (F52.9) 特定不能の性機能障害，器質性の障害又は疾患によらないもの
- (F53) 産じょく〈褥〉に関連した精神及び行動の障害，他に分類されないもの
  - (F53.0) 産じょく〈褥〉に関連した軽症の精神及び行動の障害，他に分類されないもの
  - (F53.1) 産じょく〈褥〉に関連した重症の精神及び行動の障害，他に分類されないもの
- (F54) 他に分類される障害又は疾病に関連する心理的又は行動的要因
- (F55) 依存を生じない物質の乱用
- (F59) 生理的障害及び身体的要因に関連した詳細不明の行動症候群

### (F60-F69) 成人の人格及び行動の障害
- (F60) 特定の人格障害
  - (F60.0) 妄想性人格障害
  - (F60.1) 統合失調質性人格障害
  - (F60.2) 非社会性人格障害
  - (F60.3) 情緒不安定性人格障害
  - F60.3a　衝動型人格障害
  - F60.3b　境界型人格障害
  - F60.3c　その他の情緒不安定性人格障害
  - F60.3d　情緒不安定性人格障害，詳細不明
  - (F60.4) 演技性人格障害
  - (F60.5) 強迫性人格障害
  - (F60.6) 不安性[回避性]人格障害
  - (F60.7) 依存性人格障害
  - (F60.8) その他の特定の人格障害
    - 自己愛的人格障害

  - (F60.9) 人格障害，詳細不明
- (F61) 混合性及びその他の人格障害
- (F62) 持続的人格変化，脳損傷及び脳疾患によらないもの
  - (F62.0) 破局体験後の持続的人格変化
  - (F62.1) 精神科疾病り患体験後の持続的人格変化
  - (F62.8) その他の持続的人格変化
  - (F62.9) 持続的人格変化，詳細不明
- (F63)  習慣及び衝動の障害
  - (F63.0) 病的賭博
  - (F63.1) 病的放火［放火癖］
  - (F63.2) 病的窃盗［盗癖］
  - (F63.3) 抜毛症［抜毛癖］
  - (F63.8) その他の習慣及び衝動の障害
  - (F63.9) 習慣及び衝動の障害、特定不能のもの
- (F64) 性同一性障害
  - (F64.0) 性転換症
  - (F64.1) 両性役割服装倒錯症
  - (F64.2) 小児〈児童〉期の性同一性障害
  - (F64.8) その他の性同一性障害
  - (F64.9) 性同一性障害，詳細不明
- (F65) 性嗜好の障害
  - (F65.0) フェティシズム
  - (F65.1) フェティシズム的服装倒錯症
  - (F65.2) 露出症
  - (F65.3) 窃視症
  - (F65.4) 小児性愛
  - (F65.5) サドマゾヒズム
  - (F65.6) 性嗜好の多重障害
  - (F65.8) その他の性嗜好の障害
  - (F65.9) 性嗜好の障害，詳細不明
- (F66) 性発達及び方向づけに関連する心理及び行動の障害
  - (F66.0) 性成熟障害
  - (F66.1) 自我異和的性の方向づけ
  - (F66.2) 性関係障害
  - (F66.8) その他の心理的性発達障害
  - (F66.9) 心理的性発達障害，詳細不明
- (F68) その他の成人の人格及び行動の障害
  - (F68.0) 心理的理由による身体症状の発展
  - (F68.1) 身体的，心理的症状又は障害の意図的表現又は偽装［虚偽性障害］
  - (F68.8) その他の明示された成人の人格及び行動の障害
- (F69) 詳細不明の成人の人格及び行動の障害

### (F70-F79）知的障害〈精神遅滞〉
- (F70) 軽度知的障害〈精神遅滞〉
- (F71) 中等度知的障害〈精神遅滞〉
- (F72) 重度知的障害〈精神遅滞〉
- (F73) 最重度知的障害〈精神遅滞〉
- (F78) その他の知的障害〈精神遅滞〉
- (F79) 詳細不明の知的障害〈精神遅滞〉

### (F80-F89)心理的発達の障害
- (F80) 会話及び言語の特異的発達障害
  - (F80.0) 特異的会話構音障害
  - (F80.1) 表出性言語障害
  - (F80.2) 受容性言語障害
  - (F80.3) てんかんを伴う後天性失語（症）［ランドウ・クレフナ症候群］
  - (F80.8) その他の会話及び言語の発達障害
  - (F80.9) 会話及び言語の発達障害，詳細不明
- (F81) 学習能力の特異的発達障害
  - (F81.0) 特異的読字障害
  - (F81.1) 特異的書字障害
  - (F81.2) 算数能力の特異的障害
  - (F81.3) 学習能力の混合性障害
  - (F81.8) その他の学習能力発達障害
  - (F81.9) 学習能力発達障害，詳細不明
- (F82) 運動機能の特異的発達障害
- (F83) 混合性特異的発達障害
- (F84) 広汎性発達障害
  - (F84.0) 自閉症
  - (F84.1) 非定型自閉症
  - (F84.2) レット症候群
  - (F84.3) その他の小児〈児童〉期崩壊性障害
  - (F84.4) 知的障害〈精神遅滞〉と常同運動に関連した過動性障害
  - (F84.5) アスペルガー症候群
  - (F84.8) その他の広汎性発達障害
  - (F84.9) 広汎性発達障害，詳細不明
- (F88) その他の心理的発達の障害
- (F89) 詳細不明の心理的発達障害

### (F90-F98)小児〈児童〉期及び青年期に通常発症する行動及び情緒の障害
- (F90) 多動性障害
  - (F90.0) 活動性及び注意の障害
  - (F90.1) 多動性行為障害
  - (F90.8) その他の多動性障害
  - (F90.9) 多動性障害，詳細不明
- (F91) 行為障害
  - (F91.0) 家庭限局性行為障害
  - (F91.1) 非社会化型〈グループ化されない〉行為障害
  - (F91.2) 社会化型〈グループ化された〉行為障害
  - (F91.3) 反抗挑戦性障害
  - (F91.8) その他の行為障害
  - (F91.9) 行為障害，詳細不明
- (F92) 行為及び情緒の混合性障害
  - (F92.0) 抑うつ性行為障害
  - (F92.8) その他の行為及び情緒の混合性障害
  - (F92.9) 行為及び情緒の混合性障害，詳細不明
- (F93) 小児〈児童〉期に特異的に発症する情緒障害
  - (F93.0) 小児〈児童〉期の分離不安障害
  - (F93.1) 小児〈児童〉期の恐怖症性不安障害
  - (F93.2) 小児〈児童〉期の社交不安障害
  - (F93.3) 同胞抗争障害
  - (F93.8) その他の小児〈児童〉期の情緒障害
  - (F93.9) 小児〈児童〉期の情緒障害，詳細不明
- (F94) 小児〈児童〉期及び青年期に特異的に発症する社会的機能の障害
  - (F94.0) 選択（性）かん〈縅〉黙
  - (F94.1) 小児〈児童〉期の反応性愛着障害
  - (F94.2) 小児〈児童〉期の脱抑制性愛着障害
  - (F94.8)  その他の小児〈児童〉期の社会的機能の障害
  - (F94.9) 小児〈児童〉期の社会的機能の障害，詳細不明
- (F95) チック障害
  - (F95.0) 一過性チック障害
  - (F95.1) 慢性運動性又は音声性チック障害
  - (F95.2) 音声及び多発運動性の両者を含むチック障害 （ドゥ ラ トゥーレット症候群）
  - (F95.8) その他のチック障害
  - (F95.9) チック障害，詳細不明
- (F98) 小児〈児童〉期及び青年期に通常発症するその他の行動及び情緒の障害
  - (F98.0) 非器質性遺尿（症）
  - (F98.1) 非器質性遺糞（症）
  - (F98.2) 乳幼児期及び小児〈児童〉期の哺育障害
  - (F98.3) 乳幼児期及び小児〈児童〉期の異食（症）
  - (F98.4) 常同運動障害
  - (F98.5) 吃音症
  - (F98.6) 早口〈乱雑〉言語症
  - (F98.8) 小児〈児童〉期及び青年期に通常発症するその他の明示された行動及び情緒の多動を伴わない注意欠損障害
  - (F98.9) 小児〈児童〉期及び青年期に通常発症する詳細不明の行動及び情緒の障害

### (F99)詳細不明の精神障害
- (F99) 精神障害，詳細不明